# Libertad (película)
Libertad es una  película española de 2021 dirigida por Clara Roquet y protagonizada por María Morera y Nicolle García, que fue seleccionada en la Semana de la Crítica de Cannes y que inauguró la Semana Internacional de Cine de Valladolid. Se estrenó el 22 de noviembre de 2021.

## Sinopsis
La familia Vidal pasa en su casa de verano las últimas vacaciones de la abuela Ángela, que sufre Alzheimer avanzado. Por primera vez en su vida, Nora, de 14 años, siente que no encuentra su lugar: los juegos de niños le parecen ridículos y las conversaciones de los adultos todavía le van grandes. Pero todo cambia con la llegada de Libertad, de 15 años e hija de Rosana, la mujer colombiana que cuida a Ángela. Rebelde y magnética, Libertad se convierte en la puerta de entrada a un verano distinto para Nora, y las dos chicas rápidamente forjan una amistad intensa y desigual. Juntas salen de la burbuja de protección y confort que supone la casa familiar, descubriendo un mundo nuevo en el que Nora se siente más libre que nunca.

## Reparto
- María Morera como Nora
- Nicolle García como Libertad
- Vicky Peña como Ángela
- Nora Navas como Teresa
- Carol Hurtado como Rosana
- Carlos Alcaide como Manuel
- María Rodríguez Soto como Isa
- David Selvas como Santi
- Óscar Muñoz como Ricardo
- Sergi Torrecilla como Toni
- Mathilde Legrand como Julie

## Premios y nominaciones
36.ª edición de los Premios Goya
| Categoría                                | Nominados      | Resultado |
| ---------------------------------------- | -------------- | --------- |
| Mejor película                           | Mejor película | Nominada  |
| Mejor interpretación femenina de reparto | Nora Navas     | Ganadora  |
| Mejor dirección novel                    | Clara Roquet   | Ganadora  |
| Mejor guion original                     | Clara Roquet   | Nominada  |
| Mejor dirección de fotografía            | Gris Jordana   | Nominada  |
| Mejor actriz revelación                  | Nicolle García | Nominada  |

Medallas del Círculo de Escritores Cinematográficos de 2021
| Categoría               | Nominados      | Resultado |
| ----------------------- | -------------- | --------- |
| Mejor película          | Mejor película | Nominada  |
| Director revelación     | Clara Roquet   | Nominada  |
| Mejor actriz secundaria | Nora Navas     | Ganadora  |
| Actriz revelación       | Nicolle García | Nominada  |
| Mejor fotografía        | Gris Jordana   | Nominada  |